# ساوت همپستید (نیویورک)
ساوت همپستید (به انگلیسی: South Hempstead) یک منطقهٔ مسکونی در ایالات متحده آمریکا است که در شهرستان نساو، نیویورک واقع شده‌است. ساوت همپستید ۱٫۵ کیلومتر مربع مساحت و ۳٬۲۴۳ نفر جمعیت دارد و ۱۳ متر بالاتر از سطح دریا واقع شده‌است.